# Эрцег, Анте
Анте Эрцег (хорв. Ante Erceg; род. 12 декабря 1989, Сплит) — хорватский футболист, нападающий клуба «Горица» (Велика-Горица).

## Карьера

### «Сплит»
Эрцег прошел через молодежную систему клуба «Сплит», перейдя в основной состав в 2008 году. В своём первом профессиональном сезоне он сразу же сыграл заметную роль. Эрцег быстро стал любимцем болельщиков, до такой степени, что фан-группа «Crveni đavoli» (Красные дьяволы) наградила его недавно учрежденной наградой для самого боевого игрока «Splitski dišpet». Кроме того, в качестве своего рода признания фанатами Эрцега за его преданность делу и боевой дух, интервью с ним было опубликовано во втором выпуске фанатской газеты Red Devils. В «Сплите» в основном играл на позиции полузащитника. Во второй половине сезона 2009/2010 Эрцег был ненадолго отправлен в аренду в «Юнак» (Синь), где сыграл семь матчей. В начале сезона 2010/2011 Эрцег вернулся на «Парк младежи», чтобы продолжить играть за «Сплит».

### «Хайдук» (Сплит)
Он провёл половину сезона в турецком клубе «Балыкесирспор», прежде чем вернулся в Хорватию, чтобы подписать контракт с «Хайдуком» 18 июня 2016 года. Эрцег дебютировал за сплитский клуб 17 июля, сыграв 45 минут в победном матче первого тура чемпионата Хорватии против «Цибалии» (2:0). Он забил свой первый гол за клуб в победном матче против «Александрии» (3:0) в третьем отборочном раунде Лиги Европы 2016/2017. Этот гол стал 300-м голом «Хайдука» в европейских соревнованиях.

### «Шабаб Аль-Ахли»
8 января 2018 года Эрцег подписал контракт с дубайским клубом «Шабаб Аль-Ахли», выступающий в Премьер-лигу ОАЭ.

### «Брондбю»
После полугодового периода в «Шабабе Аль-Ахли» Эрцег подписал четырёхлетний контракт с датским клубом «Брондбю» 6 июня 2018 года, где должен был заменить Теэму Пукки, который подписал контракт с «Норвич Сити». 16 июля 2018 года он забил свой первый гол за «Брондбю» в победной игре над «Раннерсом» (2:0). Однако ему было трудно попасть в стартовый состав, и в 23 матчах Суперлиги за «Брондбю» он забил только 4 гола.

#### «Эсбьерг»
22 января 2020 года Эрцег был отдан в аренду в «Эсбьерг» на оставшуюся часть сезона. После аренды он заявил, что доволен переходом и что «Эсбьерг» — «большой клуб». Он дебютировал 14 февраля, выйдя в стартовом составе в победном матче против «Копенгагена» (1:0). Сыграв семь матчей и не забив ни одного гола, он вернулся в «Брондбю», поскольку «Эсбьерг» вылетел из Суперлиги.

#### «Осиек»
Эрцег присоединился к клубу Осиек 19 августа 2020 года на правах аренды сроком на один сезон с правом выкупа. В апреле следующего года хорватский клуб объявил, что не будет покупать Эрцега, но рассматривает варианты сохранения его услуг в будущем. В мае 2021 года Эрцег порвал связки правого колена во время тренировки, что потребовало операции по восстановлению колена. 20 мая было объявлено, что его арендное соглашение с «Осиеком» продлено ещё на один сезон.

### «Дебрецен»
25 мая 2022 года Эрцег подписал однолетний контракт с венгерским клубом «Дебрецен» с возможностью продления еще на один год. Его контракт был расторгнут по обоюдному согласию после двух месяцев в клубе, 21 июля. На тот момент не сыграл ни одного матча за клуб.

### «Истра 1961»
Эрцег присоединился к клубу «Истра 1961» 1 августа 2022 года, подписав однолетний контракт. Он дебютировал за клуб 6 августа в матче против «Осиека», заменив Адвана Кадушича на 66-й минуте в матче, закончившемся победой со счетом 1:0. 26 августа Эрцег забил свои первые голы за «Истру», оформив дубль, выйдя на замену на 66-й минуте вместо Монсефа Бакрара, чтобы обеспечить выездную победу против «Горицы» (2:0) на стадионе «Радник». Он также забивал в трех играх подряд в сентябре 2022 года против «Локомотивы», «Славен Белупо» и «Хайдука», доведя свой счет голов в лиге до пяти в шести матчах. Он закончил свой первый сезон в клубе с 12 голами в 22 матчах.

### «Фортуна» (Ситтард)
28 мая 2024 года Эрцег подписал двухлетний контракт со ситтардской «Фортуной».

### «Горица» (Велика-Горица)
2 января 2025 года Эрцег присоединился к клубу «Горица» (Велика-Горица), подписав контракт до лета 2027 года.